# Wicked Temptations
Pour plus de détails, voir Fiche technique et Distribution.
Wicked Temptations (littéralement : Méchantes tentations) est un thriller érotique américain réalisée par Eric Gibson, sorti en 2002.

## Fiche technique
- Titre : Wicked Temptations
- Réalisateur : Eric Gibson
- Scénario : Thomas K. Nash
- Montage : H.R. McRae
- Producteur : Deborah Nichols
- Production : MRG Entertainment
- Musique :
- Format : Couleurs
- Durée : 86 minutes
- Genre : Thriller érotique
- Pays de production :  États-Unis
- Date de sortie : 
  - États-Unis : 2002

## Distribution
- Monique Parent : Samantha Sharpe (créditée comme Scarlet Johansine)
- Keri Windsor : Audrey Hunt
- Frank Harper : Robert Lydekker (crédité comme Chip Albers)
- Daniel Anderson : Kurt Erickson (crédité comme Dan Anderson)
- Tess Broussard : Mary
- James Bonn : Guy Webb
- Joseph Alfieri : Mateo Guevara
- T.J. Hart : Laura Lydekker
- Angelica Sin : Cheryl Cross
- Wanda Curtis : Abby
- Merey Thom : Karen Hudgens
- Kevin Vilensky : le détective
- Leonardo Aceves : Pool Cleaner
- Raymond Ventura : Hotel Clerk
- Kimbria Skylar : la barmaide
- Tisha Davis : la serveuse du Club
- Lindsay Clapp : la serveuse du Club
- Todd Wieland : le policier
- Larry Kagele : le policier
- Michelle Dotson : la prostitutée
- Angela Aldana : patronne du club